# Claus Kühn
Claus Kühn (* 12. Oktober 1924 in Hamburg; † 9. Juni 2016 ebenda) war ein deutscher Journalist.

## Leben
Kühn war ein Pionier des deutschen Fernsehens (NWDR Hamburg). Er wurde 1960 Sendebetriebsleiter in Hamburg. Von 1963 bis 1984 leitete er als Geschäftsführer das Studio Hamburg. 
Als engagierter Katholik war Kühn Mitglied der Würzburger Synode 1974, Diözesanpastoralrat Osnabrück, später Hamburg, Stadtpastoralrat, des Zentralkomitees der deutschen Katholiken und der publizistischen Kommission der Deutschen Bischofskonferenz. Johannes Paul II. ernannte ihn 2002 zum Ritter des Gregoriusordens.